# مقاطعة زيلاند
مقاطعة زيلاند كانت محافظة داخل الإمبراطورية الرومانية المقدسة في البلدان المنخفضة. وقد غطت مساحة في سخيلده ودلتا نهر الميز وهي تعادل تقريبا مقاطعة زيلند الحديثة.